# Torre Vecchia (Gorgona)
La Torre Vecchia è una torre costiera situata sull'isola di Gorgona, nell'Arcipelago Toscano, nel territorio comunale di Livorno. La sua ubicazione è lungo la scoscesa e frastagliata costa occidentale dell'isola, rivolta verso il Canale di Corsica.

## Storia e descrizione
La struttura fortificata fu edificata in epoca duecentesca dai Pisani, quando l'isola e gran parte dell'arcipelago erano sotto il loro controllo. Lo scopo era quello di poter svolgere funzioni di avvistamento nel tratto di mare che separa Gorgona dalla Corsica; la torre, all'occorrenza, poteva svolgere anche efficaci funzioni difensive, soprattutto in caso di tentativi di incursioni piratesche, grazie alla sua posizione dominante a strapiombo sul mare. Durante le epoche successive, quando l'isola entrò a far parte del Granducato di Toscana (nel 1406 ebbe inizio il dominio fiorentino), la struttura fortificata continuò a svolgere le sue originarie funzioni, fino ad essere definitivamente dismessa nel corso dell'Ottocento, epoca in cui fu decisa la sua trasformazione in prigione, grazie anche alla posizione isolata dell'isola.
La Torre Vecchia si presenta come un imponente complesso fortificato, seppur parzialmente diroccato, che si sviluppa a pianta poligonale irregolare, disposta su più livelli, con possente basamento a scarpa che si adatta all'orografia del promontorio sul quale sorge; le strutture murarie sono prevalentemente rivestite in pietra locale. L'accesso alla torre è possibile attraverso una porta con arco a tutto sesto. All'angolo nord-occidentale del complesso si eleva una torre quadrata, di altezza superiore rispetto alla rimanente struttura, che culmina con una caratteristica merlatura sommitale.